# Golf national
Le Golf national est un parcours de golf français situé à Guyancourt, dans le département des Yvelines en région Île-de-France.
Il est constitué de deux parcours de 18 trous : l'Albatros qui accueille les compétitions de haut niveau, l'Aigle pour les golfeurs de tous niveaux, ainsi que d'un parcours « école » de 9 trous, l'Oiselet.

## Historique

### Naissance
Dès le début des années 1980, le nouveau président de la Fédération française de golf (FFG), Claude Roger Cartier, envisage la construction d'un site permanent pouvant accueillir de grandes compétitions, motivé par l'importance croissante en Europe de l'Open de France et du succès des tournois d'exhibition de Severiano Ballesteros et de Jack Nicklaus au golf de La Boulie. Il se tourne vers l'architecte français Hubert Chesneau, alors président de la Commission Sportive Nationale, afin qu'il établisse un parcours.
Hubert Chesneau propose alors un terrain situé à cheval entre trois communes du Sud-Ouest de Paris : Guyancourt, Magny-les-Hameaux et Châteaufort. Ce dernier ayant déjà participé à la construction de bâtiments au sein de la ville nouvelle de Saint-Quentin-en-Yvelines, parvient à convaincre les Maires des trois communes. En mai 1986, il esquisse, avec l'aide de Pierre Thevenin, les plans de deux parcours de 18 trous, d'un practice, d'un centre d'entraînement, d'un hôtel et du siège de la Fédération française. Ce projet sera présenté par Claude Cartier au Secrétaire d'État chargé de la Jeunesse et des Sports Christian Bergelin, au Conseil régional d'Île-de-France ainsi qu'à Paul-Louis Tenaillon, le président du Conseil départemental des Yvelines, qui donneront leur aval à sa réalisation.

### Construction
Le golf national est situé 2, avenue du golf à Guyancourt.
Le parcours a demandé trois années de travaux de juillet 1987 au 5 octobre 1990.
Le 5 octobre 1990, le Golf national est inauguré par Roger Bambuck, à l'origine notamment de la loi relative à la répression de l'usage de produits dopants lors des compétitions sportives, alors Secrétaire d'État chargé de la Jeunesse et des Sports au sein du deuxième gouvernement de Michel Rocard.

## Compétitions
Depuis 1991, à l'exception des années 1999 et 2001, le Golf national est devenu le parcours permanent de l'Open de France, le plus ancien (1906) et le plus important tournoi de golf d'Europe continentale.

### Ryder Cup 2018
Il accueille la Ryder Cup 2018.

### Jeux olympiques d'été de 2024
Le 17 février 2016, le comité de candidature de Paris pour l'obtention des Jeux olympiques d'été de 2024 dévoile la liste des sites sélectionnés pour accueillir les compétitions olympiques en cas de succès,,. Le Golf national est ainsi retenu pour organiser les compétitions de golf. Le 13 septembre 2017, Paris est officiellement désignée ville hôte des Jeux de 2024 à l'unanimité par les membres du CIO réunis à Lima au Pérou pour la 131e session du Comité international olympique. Pour la compétition, le Golf national disposera de 2 700 places assises et de 30 000 places debout. À l'instar des autres sites accueillant des compétitions olympiques dans le département des Yvelines (la Colline d'Élancourt, le jardin du château de Versailles, la vallée de Chevreuse et le Vélodrome national), le Golf national va bénéficier de travaux de « construction, rénovation ou d'amélioration significative de la qualité d'accueil » financés à hauteur de 10 millions d'euros par le Conseil départemental.
Les épreuves de golf des Jeux olympiques de 2024 débuteront au milieu de la première semaine olympique. La compétition masculine se déroulera du jeudi 1er au dimanche 4 août 2024 tandis que le tournoi féminin se tiendra du mercredi 7 au samedi 10 août 2024. Toutes les manches de compétition débuteront à 9 heures et termineront aux alentours de 18 heures, à l'exception des manches finales qui se concluront à 18 heure et 30 minutes.

## Parcours
| Trou     | Trou     | 1 | 2 | 3  | 4 | 5  | 6  | 7 | 8  | 9  | Aller | 10 | 11 | 12 | 13 | 14 | 15 | 16 | 17 | 18 | Retour | Total |
| -------- | -------- | - | - | -- | - | -- | -- | - | -- | -- | ----- | -- | -- | -- | -- | -- | -- | -- | -- | -- | ------ | ----- |
| Par      | Par      | 4 | 3 | 5  | 4 | 4  | 4  | 4 | 3  | 5  | 36    | 4  | 3  | 4  | 4  | 5  | 4  | 3  | 4  | 5  | 36     | 72    |
| Handicap | Handicap | 4 | 6 | 12 | 8 | 16 | 18 | 2 | 14 | 10 |       | 9  | 17 | 7  | 3  | 11 | 1  | 13 | 5  | 15 |        |       |